# Вінценти Жимовський
Вінценти Жимовський (пол. Wincenty Rzymowski; 19 липня 1883, Млава — 30 квітня 1950, Варшава) — польський політик, публіцист і письменник.
У другій Польській Республіці був членом Демократичної партії. Був змушений піти у відставку з посади члена Польської академії літератури через звинувачення в плагіаті.
Під час Другої світової війни він почав співпрацювати з Радами. Вступив до Спілки польських патріотів, був міністром культури і мистецтв в Польському комітеті національного визволення і міністром закордонних справ у Тимчасовому уряді національної єдності, утвореному Сталіним. Він представляв Польщу під час підписання Статуту Організації Об'єднаних Націй. Він також був депутатом Державної Національної ради і Законодавчого сейму. З 1947 до кінця свого життя був міністром без портфеля в польської комуністичної влади.